# Mikrovan

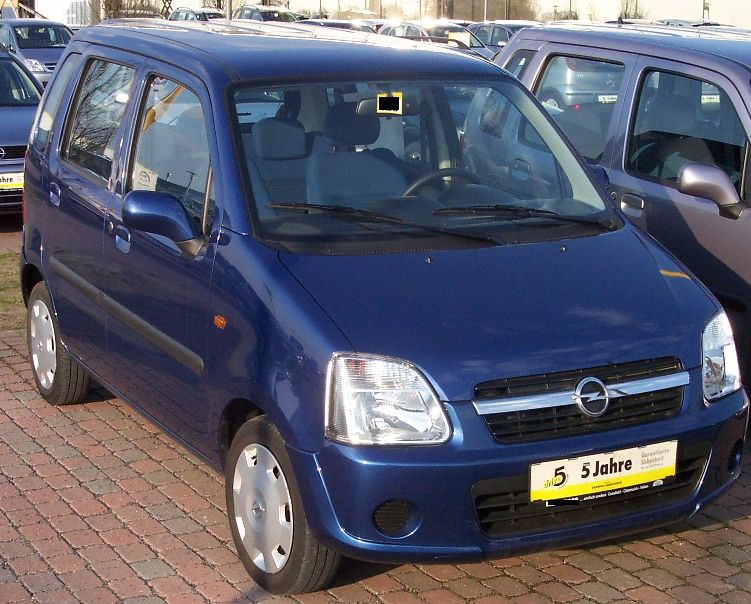
Mikrovan - Opel Agila

Mikrovan - typ nadwozia samochodu osobowego. Zazwyczaj dwubryłowe, pięciodrzwiowe. Prekursorami w tej dziedzinie byli Japończycy, którzy lansowali wiele takich modeli na rodzimym rynku. W Europie pomysł się nie przyjął, a najpopularniejszym autem tego typu był produkowany w Polsce w latach 2000–2007 Opel Agila (którego zastąpił Opel Agila B), budowany razem z bliźniaczym Suzuki Wagon R + (którego zastąpił Suzuki Splash). Większość posiada pięciodrzwiowe nadwozie i 4 lub 5 miejsc w dwóch rzędach.